# Onosma trachycarpum
Onosma trachycarpum är en strävbladig växtart som beskrevs av Levin. Onosma trachycarpum ingår i släktet Onosma och familjen strävbladiga växter. Inga underarter finns listade i Catalogue of Life.